# Matilda Nildén
Matilda Elsa Engla Nildén, född 10 november 2004 i Danderyd, uppvuxen i Bromma, är en svensk fotbollsspelare som spelar för BK Häcken i Damallsvenskan.

## Karriär
Nildén inledde sin karriär i IF Brommapojkarna där hon spelade i ungdomslagen fram till 2020. Säsongen 2020 flyttades hon upp till BP:s A-lag. Sommaren 2021 meddelade AIK att laget hade värvat Nildén från Brommapojkarna och i det skadedrabbade AIK blev det hela 11 tävlingsmatcher under andra delen av säsongen i Damallsvenskan.
Den 3 januari 2024 blev Nildén klar för BK Häcken.

## Familj
Nildéns familj har stark AIK-koppling. Hennes farfar Jim Nildén spelade 161 tävlingsmatcher för AIK åren 1961–1971. Hennes far David Nildén spelade i Allsvenskan för AIK 1993 och hennes äldre syster Amanda Nildén har spelat 25 tävlingsmatcher för AIK.